# U. L. Washington
U. L. Washington (Stringtown, Oklahoma; 27 de octubre de 1953-Atoka, Oklahoma; 3 de marzo de 2024) fue un beisbolista estadounidense que jugó 11 temporadas con tres equipos en la posición de shortstop.

## Carrera
A nivel universitario jugó un año con Murray State Racers, y al año siguiente fue admitido en la academia de los Kansas City Royals junto a su hermano mayor James, y actualmente fue uno de los tres primeros beisbolistas de la MLB formados en la academia de los Royals junto a Ron Washington y Frank White.
Jugó para los Royals por ocho temporadas hasta 1984, teniendo su mejor año ofensivo en 1982, donde tuvo un promedio de bateo de .286 con 10 cuadrangulares y 60 carreras impulsadas, sus mejores números de por vida. Washington corriendo en primera base anotó en el incidente de la brea del cuadrangular de George Brett en 1983. En sus ocho años con los Royals, Washington promedió .254 con 26 cuadrangulares y 228 carreras impulsadas, jugando cuatro series de postemporada con los Royals donde bateó 12 de 43 (.279).
En enero de 1985 los Royals cambiaron a Washington a los Montreal Expos por Mike Kinnunen y el jugador de ligas menores Ken Baker. Jugó 68 partidos con los Expos en diferentes posiciones, bateó .249 con un cuadrangular y 17 carreras impulsadas. En noviembre pasó a ser agente libre.
Washington firmó contrato con los Pittsburgh Pirates en abril de 1986. En sus dos temporadas con los Pirates estuvo en 82 partidos, bateó .207 y 10 carreras impulsadas, otra vez jugando en varias posiciones. Sería liberado por los Pirates en octubre de 1987. Se retiraría como beisbolista profesional a inicios de 1988. En la temporada invernal jugó para los Tiburones de La Guaira en Venezuela.

## Tras el retiro
En 1989, los Pittsburgh Pirates contratan a Washington como mánager de los Welland Pirates en la New York-Penn League. Washington también estuvo a cargo de equipos de ligas menores de los Royals (1991–98), Los Angeles Dodgers (1999), Minnesota Twins (2001–02) y Boston Red Sox (2003–14). Trabajó en el Greenville Drive en 2013, Washington trabajó junto a Mookie Betts, ayudándolo a cambiar su mecánica de bateo para ser un bateador de poder.
En 1992, mientras dirigía a Memphis Chicks, Washington jugó un partido de shortstop, donde no pegó hit en dos turnos.

## Muerte
Washington murió de cáncer en Atoka, Oklahoma el 3 de marzo de 2024 a los 70 años.